# Tuscola (Teksas)
Tuscola – miasto w Stanach Zjednoczonych, w stanie Teksas, w hrabstwie Taylor.